# Timothy B. Schmit

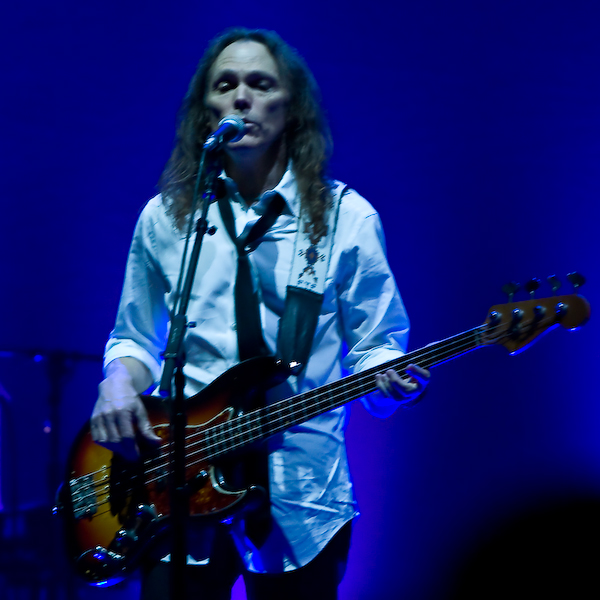
Timothy B. Schmit (2008)

Timothy Bruce Schmit (* 30. Oktober 1947 in Oakland, Kalifornien) ist ein US-amerikanischer Musiker, Songwriter, Bassist und Sänger. Er ist Mitglied der Country-Rock-Band Eagles und war vorher Bassist und Sänger der Band Poco.

## Karriere
Der in Oakland (Kalifornien) aufgewachsene Sänger und Bassist ist seit 1977 als Nachfolger von Randy Meisner Mitglied der Country-Rockband Eagles. Zuvor spielte er seit 1970 bei der Folk-Rock-Formation Poco und ist Autor und Sänger des Hits Keep On Tryin´ US #50. Wie bei den Eagles war Schmit auch bei Poco Nachfolger von Randy Meisner. Er zählt wegen seiner hohen Falsettstimme zu den gefragtesten Backgroundsängern amerikanischer Top-Bands, unter anderem Toto, Crosby, Stills and Nash, Steely Dan, Bob Seger, Dan Fogelberg, Elton John, Ringo Starr, Firefall, Richard Marx, Bee Gees, Jars Of Clay und die Beach Boys. Timothy B. Schmit ist auch als Solokünstler aktiv. Zwischen 1984 und 2009 veröffentlichte er fünf Alben sowie zwei Singles, 1982 den A-cappella-Titel So Much In Love, sowie 1987 Boys Night Out.

## Diskografie

### Studioalben
| Jahr | Titel           | Höchstplatzierung, Gesamtwochen, AuszeichnungChartsChartplatzierungen (Jahr, Titel, Platzierungen, Wochen, Auszeichnungen, Anmerkungen) | Anmerkungen                              |
| Jahr | Titel           | US | Anmerkungen                              |
| ---- | --------------- | --- | ---------------------------------------- |
| 1984 | Playing It Cool | US160 (5 Wo.)US | Erstveröffentlichung: 17. September 1984 |
| 1987 | Timothy B.      | US106 (11 Wo.)US | Erstveröffentlichung: 7. September 1987  |

Weitere Veröffentlichungen
- 1990: Tell Me the Truth
- 2001: Feed the Fire
- 2009: Expando
- 2016: Leap of Faith
- 2022: Day by Day

### Singles
| Jahr | Titel Album                     | Höchstplatzierung, Gesamtwochen, AuszeichnungChartsChartplatzierungen (Jahr, Titel, Album, Platzierungen, Wochen, Auszeichnungen, Anmerkungen) | Anmerkungen                          |
| Jahr | Titel Album                     | US | Anmerkungen                          |
| ---- | ------------------------------- | --- | ------------------------------------ |
| 1982 | So Much in Love Playin’ It Cool | US59 (8 Wo.)US | Erstveröffentlichung: September 1982 |
| 1987 | Boys Night Out Timothy B.       | US25 (13 Wo.)US | Erstveröffentlichung: September 1987 |

Weitere Singles
- 1984: Playin’ It Cool
- 1988: Don’t Give Up

## Auszeichnungen
- 1976 Grammy Award – Best Pop Vocal Performance by a Duo, Group or Chorus
- 1977 Grammy Award – Best Arrangement For Voices
- 1977 Grammy Award – Record of the Year
- 1979 Grammy Award – Best Rock Vocal Performance by a Duo or Group
- 2007 Grammy Award – Best Country Performance by a Duo or Group
- 2008 Grammy Award – Best Pop Instrumental Performance
- 2015 Kennedy-Preis – als Mitglied der Eagles